# Demarkationslinje
En demarkationslinje i international folkeret betegner grænsen mellem to parter eller to stater, ud over hvilken ingen af parterne må foretage operationer eller udøve overhøjhed. Man anvender demarkationslinjer dels ved indgåelse af våbenstilstand, idet der i reglen bestemmes to sådanne linjer, der begrænser en mellemliggende landstrimmel, som ingen af de krigsførende magter må betræde, dels til en foreløbig regulering af grænsen, hvor en endelig grænsedragning ikke kan finde sted.

## Eksempler på demarkationslinjer
- Grænsen mellem besættelsesmagterne i Tyskland og Østrig efter 2. verdenskrig.
- 38. nordlige breddekreds, demarkationslinjen mellem Nord- og Sydkorea.
- Våbenstilstandslinjen efter den Israelsk-Arabiske konflikt i 1949.
- Den demilitariserede zone ved 17. nordlige breddekreds under Vietnamkrigen.
- Den Grønne linje mellem det østlige og vestlige Beirut under borgerkrigen i Libanon.

## I ældre sprobrug
En demarkationslinje kan betegne en byggebegrænsningslinie, for et areal uden om en fæstning, hvor grundejerne ikke måtte eller kun under særlige betingelser kunne få tilladelse til at opføre bygninger. Linjens placering var afhængig af kanonskudsvidden.
København var indtil midten af 1800-tallet omgivet af en demarkationslinje, der i 1852 på Sjællandssiden blev flyttet ind til søerne og senere helt ophævet.
I nyere tid har der ikke været fastsat en demarkationslinje, og kun det allernærmeste område underkastes undertiden en indskrænkning med hensyn til byggefriheden, jævnfør demarkationsservitut.